# Ophelimus australia
Ophelimus australia är en stekelart som först beskrevs av Girault 1916.  Ophelimus australia ingår i släktet Ophelimus och familjen finglanssteklar. Inga underarter finns listade i Catalogue of Life.